# Royal Brunei Airlines
Royal Brunei Airlines (Malaio: Penerbangan DiRaja Brunei, Jawi: ﻓﻧﺭﺑﺎڠن ﺩﻴﺮﺍﺝ ﺑﺮﻮﻧﻲ), ou RBA, como a empresa é conhecia em Brunei, é a companhia aérea international do Sultanato de Brunei. É uma empresa governamental e  é a companhia nacional de Brunei Darussalam. Sua base de operações é o Aeroporto Internacional de Brunei em Berakas, ao norte da capital, Bandar Seri Begawan.
Formada em 1974, com uma frota inicial de duas aeronaves Boeing 737-200, servindo Singapura, Hong Kong, Kota Kinabalu e Kuching, a Royal Brunei Airlines agora opera para 32 destinos no sudeste da Ásia, Oriente Médio, Europa e Oceania . Sua frota e números de tipo aumentaram progressivamente na década de 1990.

## Frota

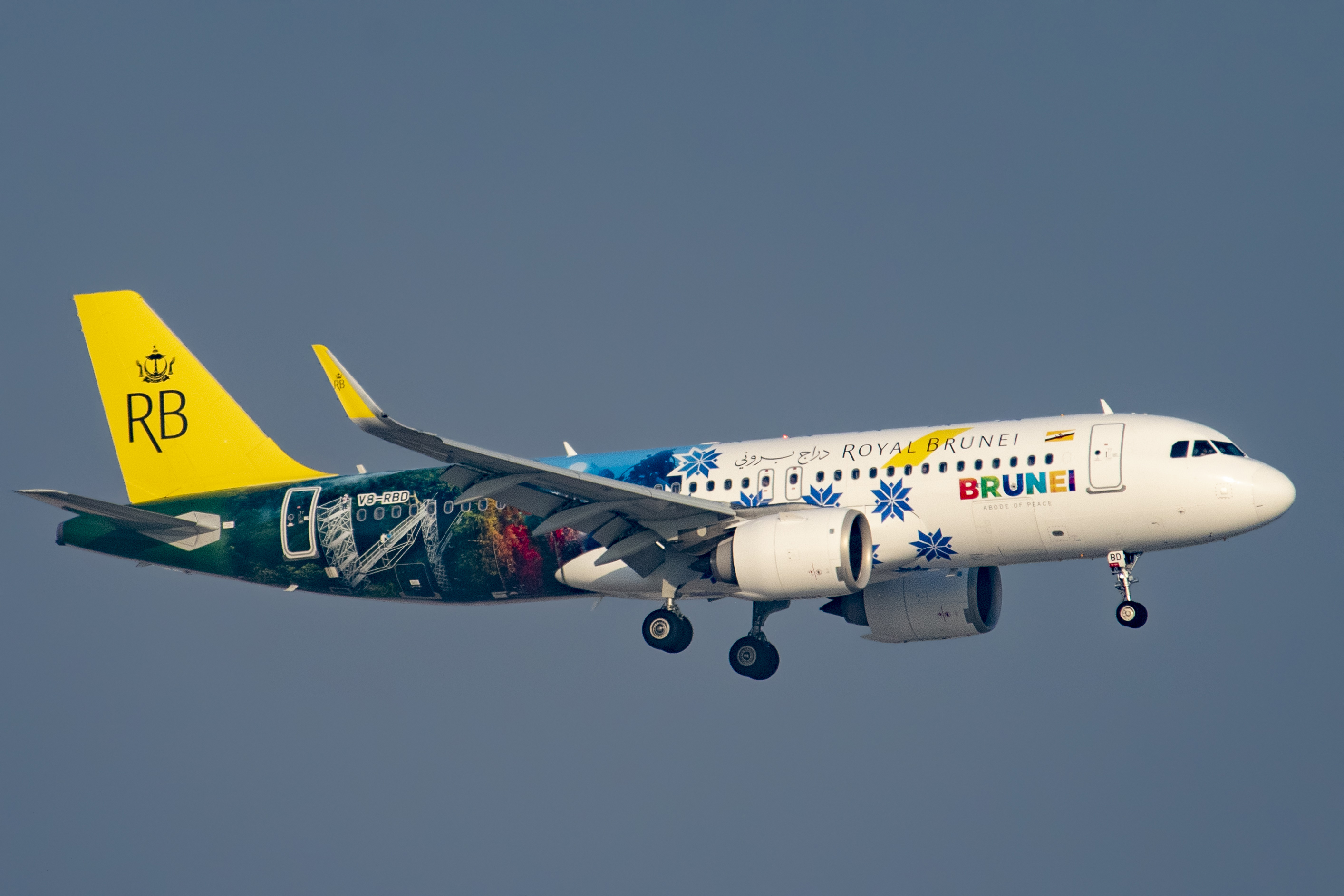
Airbus A320NEO da Royal Brunei Airlines

Desde janeiro de  2024, a frota da Royal Brunei Airlines consiste nas seguintes aeronaves:
| Aeronave        | Em Serviço | Ordens | Passageiros | Passageiros | Passageiros | Passageiros | Notas |
| Aeronave        | Em Serviço | Ordens | C           | Y+          | Y           | Total       | Notas |
| --------------- | ---------- | ------ | ----------- | ----------- | ----------- | ----------- | ----- |
| Airbus A320-200 | 1          | —      | 12          | 18          | 120         | 150         |       |
| Airbus A320neo  | 7          | —      | 12          | 18          | 120         | 150         |       |
| Boeing 787-8    | 5          | —      | 18          | 52          | 184         | 254         |       |
| Total           | 13         | —      |             |             |             |             |       |